# Shad Begum
Shad Begum és una treballadora social del Districte de Lower Dir, al Pakistan. Prové d'una família religiosa i de classe mitjana. És la primera dona educada a la universitat de la seva família. Ella diu que sempre va rebre el suport del seu pare, germans i marit per la seva tasca social.
Shad va fundar l'Association for Behaviour and Knowledge Transformation (ABKT) pel desenvolupament de les dones a la zona el 1994. Inicialment ABKT era conegut com a Anjuman Behbood-i-Khawateen Talash. Es va enfrontar a molts desafiaments i dificultats a la societat conservadora dominada per l'home de la zona. Va traslladar l'oficina de l'organització a Peshawar quan els talibans es van alçar a la zona i va ser amenaçada per militants no identificats. L'associació ha contribuït a projectes d'educació de les dones, consciència política i millora de la salut a la zona. A més, l'associació també ha dut a terme projectes com la construcció de ponts penjants, la instal·lació de bombes de mà, els pous d'enfonsament, pavimentació de carrers, la provisió de petits préstecs als comerciants locals i la capacitació femenina bàsica. L'associació rep fons d'agències pakistaneses i internacionals.
Va ser guardonada amb el Premi Internacional Dona Coratge per la primera dama Michelle Obama i la secretària d'estat Hillary Clinton el dijous 8 de març de 2012. Prové d'una àrea molt conservadora amb molt poques dones treballadores. Ella havia demanat a diversos periodistes que no difonguessin la notícia per motius de seguretat.